# George Walker (escaquista)
George Walker (13 de març de 1803 – 23 d'abril de 1879) fou un jugador d'escacs, escriptor, teòric i promotor d'escacs anglès, autor de nombroses obres escaquístiques de referència al segle xix.

## Resultats destacats en competició
El 1839 va visitar París i el Café de la Régence, on hi va perdre (+1-2) un curt matx contra Boncourt. El 1845, va formar equip amb Henry Thomas Buckle, William Davies Evans, George Perigal, i William Josiah Tuckett a Londres, en dues partides per telègraf (una guanyada i una taules) contra l'equip format per Howard Staunton i Hugh Alexander Kennedy a Portsmouth.
Va guanyar un matx contra Daniel Harrwitz (7-5) a Londres 1846.

## Obres i promoció dels escacs
Walker va publicar The Celebrated Analysis of A D Philidor (Londres, 1832), The Art of Chess-Play: A New Treatise on the Game of Chess (Londres, 1832), A Selection of Games at Chess played by Philidor (Londres, 1835), Chess Made Easy (Londres, 1836), i Chess Studies (Londres, 1844).
Walker va fundar dos dels primers clubs d'escacs anglesos, el Westminster Chess Club el 1831 i el St.Georges Club el 1834. També va fer servir la seva columna al Bell's Life in London per fer propaganda i organitzar el torneig d'escacs de Londres de 1851, el primer gran torneig d'escacs internacional de la història. El guanyador fou Adolf Anderssen, cosa que va dur a molts a considerar-lo el millor jugador del món.